# Kenia
Kenia, officieel de Republiek Kenia (Engels: Republic of Kenya, Swahili: Jamhuri ya Kenya), is een staat in Oost-Afrika. Het land grenst in het noorden aan Ethiopië, in het oosten aan Somalië, in het zuidoosten aan de Indische Oceaan, in het zuiden aan Tanzania, in het zuidwesten aan het Victoriameer, in het westen aan Oeganda en in het noordwesten aan Zuid-Soedan.

## Geschiedenis
Uit fossielen die in Oost-Afrika zijn gevonden kan worden opgemaakt dat hier rond twee miljoen jaar geleden al mensachtigen rondliepen. Uit recente vondsten bij het Turkanameer blijkt dat mensachtigen als Homo habilis en Homo erectus vanaf respectievelijk ongeveer 2,5 miljoen jaar en 1,8 miljoen jaar geleden in Kenia hebben geleefd.
Meer dan 2.000 jaar geleden verscheen de Urewe-cultuur rond het Victoriameer. De bewoners kenden ijzersmelttechnieken en leefden van landbouw, wat veeteelt en ook jacht.
De moderne geschiedenis van het gebied begint in de 8e eeuw toen Arabieren zich aan de oostkust vestigden. In 1497 bereikte Vasco da Gama Kenia. Portugese handelaren vestigden zich in de 16e eeuw aan de Keniaanse kust, tot ze in 1720 weer door de Arabieren werden verdreven. In 1885 vestigden de Duitsers een protectoraat dat de bezittingen van de sultan van Zanzibar omvatte. In 1888 arriveerde de British East Africa Company in het gebied. De Duitsers zagen af van strijd om het gebied en droegen hun bezittingen aan de kust in 1890 over aan het Verenigd Koninkrijk. De Britten vormden het Oost-Afrikaanse Protectoraat en zo werd het gebied een Britse kroonkolonie. Er werden spoorwegen aangelegd waardoor het binnenland ook beter bereikbaar werd. Voor de bouw van de spoorwegen werden veel Indiërs naar Afrika gehaald. Ook trokken veel Europeanen naar het gebied, van wie velen een plantage begonnen, meestal om koffieplanten te telen.

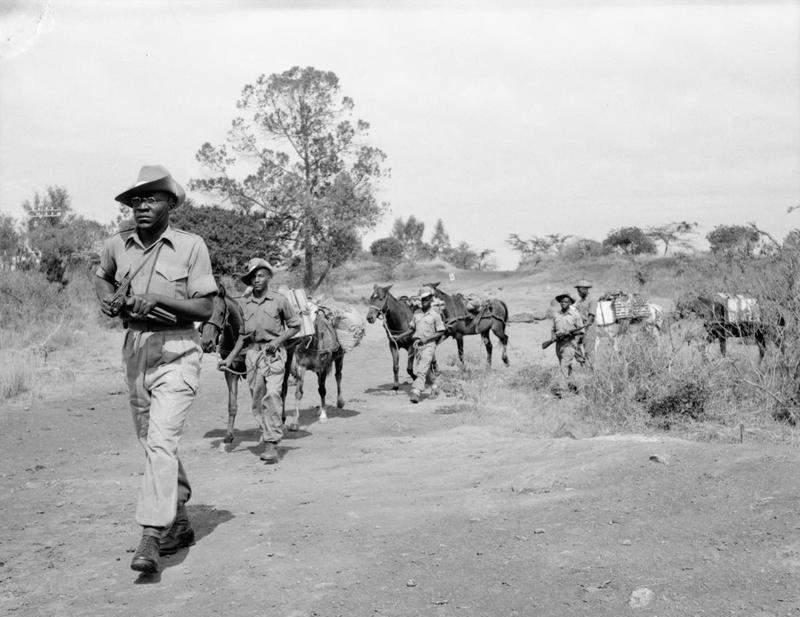
Troepen van de King's African Rifles tijdens de Mau Mau-opstand

Tijdens de Eerste en Tweede Wereldoorlog dienden veel Kenianen in het Britse leger. Dit droeg bij aan een toenemend nationalisme. Er ontstond een nationalistische beweging en de roep om onafhankelijkheid werd steeds sterker.
Van oktober 1952 tot december 1959 was in Kenia de noodtoestand van kracht als gevolg van een opstand tegen het Britse bewind, de zogenaamde Mau Mau-opstand. In 1957 werden onder Brits gezag vrije verkiezingen gehouden. De Kenya African National Union van Jomo Kenyatta won en vormde een regering.
Op 12 december 1963 werd Kenia een onafhankelijke monarchie, met de Britse koningin als staatshoofd en Jomo Kenyatta als premier. Een jaar later werd de republiek uitgeroepen en werd Kenyatta president. Na zijn dood in 1978 werd hij opgevolgd door Daniel arap Moi, die in totaal vier keer werd herkozen. Beide regimes kenmerkten zich door veel corruptie en vriendjespolitiek. De oppositiebeweging en media werden onderdrukt.
Onder internationale druk werd Arap Moi gedwongen te hervormen. Hij schreef in 2002 nieuwe verkiezingen uit. Moi was volgens de grondwet niet herkiesbaar, maar hij schoof Uhuru Kenyatta, zoon van Jomo Kenyatta, naar voren. Deze verloor de verkiezingen echter van oppositieleider Mwai Kibaki, die tot president werd gekozen. Nadat Kibaki bij de verkiezingen in 2007 opnieuw tot president werd verklaard brak op grote schaal onrust uit, waarbij 800-1500 doden vielen en honderdduizenden Kenianen op de vlucht sloegen. Uhuru Kenyatta, door Kibaki benoemd tot vicepresident, volgde hem in 2013 op en werd in 2017 herkozen.

## Geografie

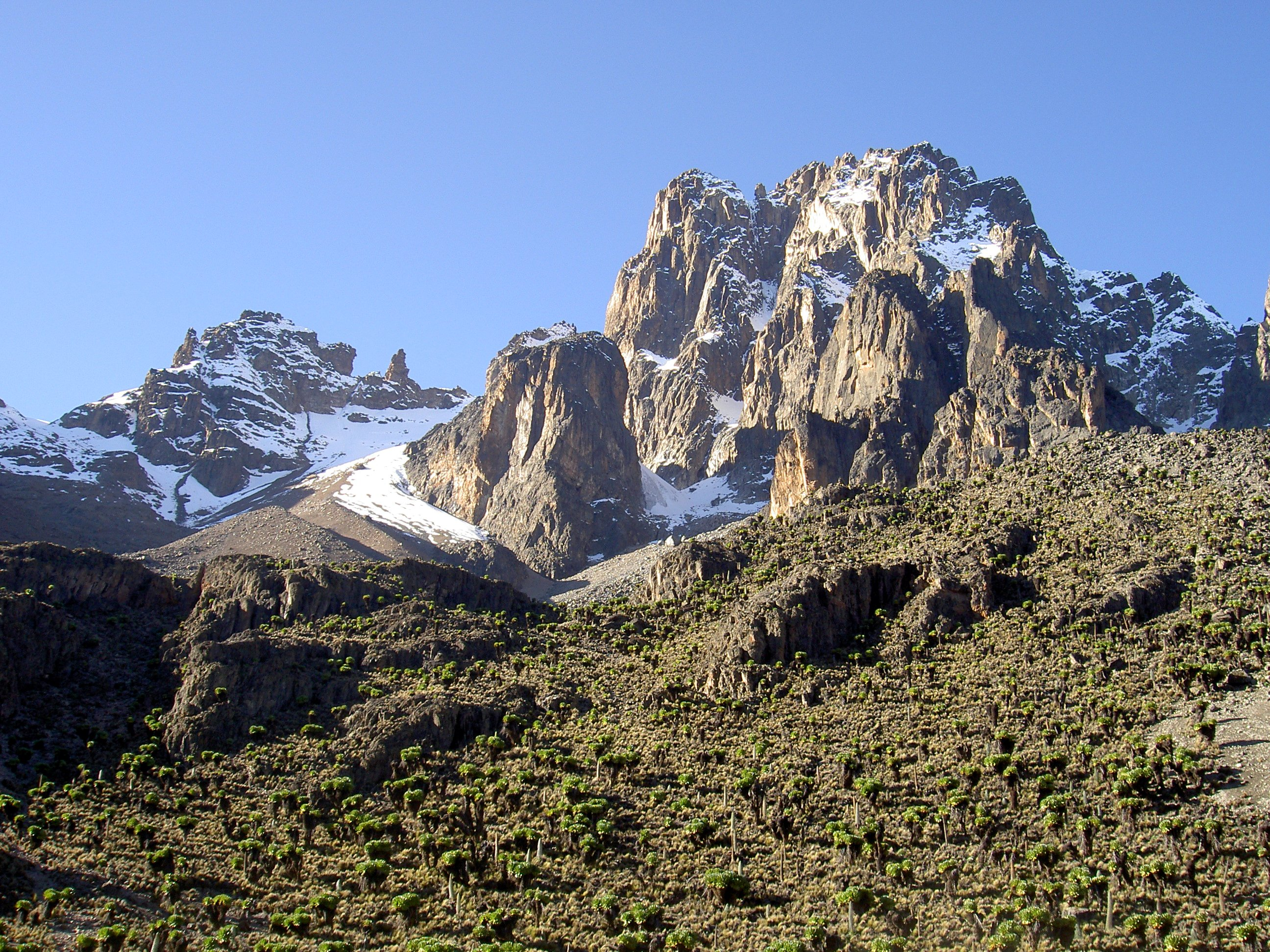
Mount Kenya

Kenia heeft een oppervlakte van 582.646 km², waarvan ongeveer 11.230 km² water is. Het gebied van de nationale parken beslaat een oppervlakte van 25.334 km². Het land grenst voor 867 kilometer aan Ethiopië, voor 684 km aan Somalië, 317 km aan Zuid-Soedan, 775 km aan Tanzania en tot slot voor 814 km aan Oeganda. De kustlijn heeft een lengte van 536 km.
De hoogste berg in Kenia is de Mount Kenya (5199 meter), dit is de op een na hoogste berg in Afrika na de Kilimanjaro in Tanzania. Het gebied van Mount Kenya is zeer vruchtbaar en daarom worden de lagergelegen gebieden dan ook gebruikt voor landbouw. Voor heel Kenia geldt dan iets minder dan de helft van het areaal geschikt is voor landbouw en veeteelt. Het aandeel bos is slechts 6% van het totale oppervlakte.

### Klimaat
Kenia heeft een tropisch klimaat. Dit wordt beïnvloed door de Indische Oceaan en de ligging dicht bij de evenaar. Daardoor is het praktisch even lang donker als licht en zijn de dagen het hele jaar door bijna even lang. Aan de kust is er dag en nacht een constante hoge temperatuur en een hoge luchtvochtigheid. Naarmate men verder het binnenland in trekt, wordt de lucht droger en de nachten kouder.
Neerslag valt in Kenia in twee periodes. Het "lange regenseizoen" vindt plaats van maart/april tot mei/juni, terwijl het "korte regenseizoen" plaatsvindt van oktober tot november/december. Meestal valt de neerslag in korte stortbuien of tijdens een storm die duidelijk voorspelbaar is door het snel samentrekken van de wolken. Ook kan het in Kenia langdurig regenen. In oktober 2011 viel er in een week tijd bijna 1000mm regen. Vaak veranderen de niet-verharde wegen na een regenbui in modderpoelen. De wegen zijn zo slecht dat er veel kuilen worden gevormd, dit is slecht voor het werkverkeer dat hinder ondervindt van de kuilen. De Keniaanse stad Kericho staat bekend als de plaats op aarde waar het het vaakst hagelt: gemiddeld op 132 dagen per jaar.

### Flora en fauna

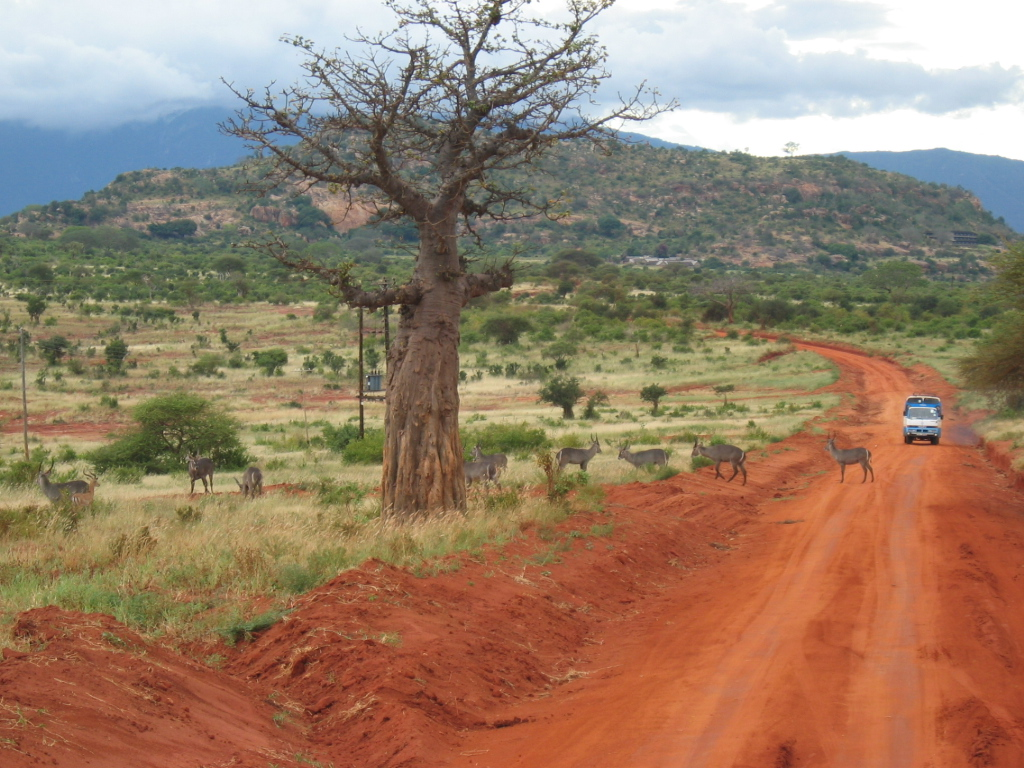
Natuur in Tsavo East National Park

De fauna en flora in Kenia zijn zeer gevarieerd, zo zijn er meer dan 80 wilde zoogdiersoorten en over de duizend verschillende vogels. In de vele natuurparken komen veel iconische Afrikaanse diersoorten voor, waaronder de Grote Vijf: leeuw, luipaard, Afrikaanse olifant, neushoorn (zwarte en witte) en kafferbuffel. Ook vind je in Kenia veel grazende zoogdieren zoals gnoes en zebra's. Er komen twee soorten zebra's voor: de veelvoorkomende steppezebra en de grote grévyzebra. Ook giraffen kun je veel spotten in Kenia. Er komen drie ondersoorten voor: de masaigiraf komt vooral in het zuiden van het land voor, de netgiraf komt vooral voor in Noord-Kenia maar zijn leefgebied overlapt ook met dat van de masaigiraf, ook de rothschildgiraf komt voor maar slechts in enkele reservaten in Centraal- en West-Kenia.
In de rivieren van Kenia zijn nijlpaarden te vinden, zij delen de rivieren met het grootste reptiel van Kenia, de nijlkrokodil. In de nabijheid van het Victoriameer zijn er veel flamingo's en neushoorns. Ook wat vogels betreft heeft Kenia een grote variëteit, van de grote struisvogel tot de kleine wevervogel.
In Kenia wordt de boom Ficus thonningii als heilig beschouwd, die met een offer regen zou kunnen brengen.

## Bevolking

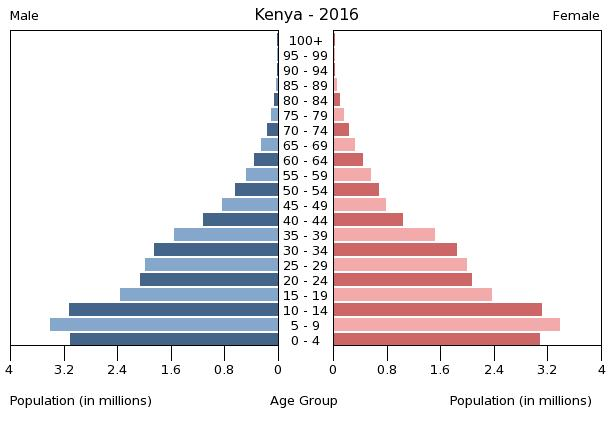
Een bevolkingspiramide van Kenia (2016) laat de omvangrijke jonge bevolking van het land goed zien

Kenia is een land met een grote etno-culturele diversiteit.

### Demografie
In 2021 telde Kenia ongeveer 49,4 miljoen inwoners, een verachtvoudiging vergeleken met slechts zes miljoen inwoners in 1950. Het land heeft een hoog bruto geboortecijfer van 32 per duizend inwoners, maar ook een relatief hoog sterftecijfer van 10 per duizend inwoners. De natuurlijke bevolkingsgroei bedraagt 22 per duizend inwoners, ofwel 2,2%.
Een vrouw in Kenia krijgt tegenwoordig gemiddeld iets minder dan vier kinderen, terwijl dit in 2003 nog vijf kinderen per vrouw bedroeg. Daarmee is het totale geboortecijfer van Kenia het laagst in Oost-Afrika. Er zijn grote regionale verschillen: vrouwen in Noordoost-Kenia krijgen 6,4 kinderen per vrouw, terwijl vrouwen in Nairobi het minst aantal kinderen krijgen, (2,7 kinderen per vrouw), gevolgd door vrouwen in Centraal-Kenia (2,8 kinderen per vrouw).
De bevolking van Kenia is erg jong. De gemiddelde inwoner is slechts 19 jaar oud. Zo'n 40% van de bevolking is tussen de 0-14 jaar oud, terwijl slechts 3% 65 jaar of ouder is.

### Etnische groepen
Kikuyu 17,1%, Luhya 14,3%, Kalenjin 13,4%, Luo 10,7%, Kamba 9,8%, Kisii 5,7%, Meru 4,2% en overige 24,8% (waaronder de Embu, Kuria, Masai, Mijikenda, Somaliërs, Swahili, Turkana en Yaaku) en niet-Afrikaanse groepen (Aziaten, Europeanen en Arabieren).

### Talen
Kenia is een meertalig land. De officiële talen zijn het Engels, geïntroduceerd tijdens het Britse koloniale tijdperk tussen 1890 en 1964, en het Swahili, dat in heel Oost-Afrika als lingua franca fungeert tussen de verschillende volken sinds enkele eeuwen voor de koloniale tijd. Volgens Ethnologue worden er in Kenia in totaal 61 talen gesproken. Vrijwel allemaal zijn dit talen die hun oorsprong hebben op het Afrikaanse continent. Deze talen kunnen worden onderverdeeld in drie taalfamilies: Bantoetalen, die vooral in het midden en zuidoosten van het land worden gesproken, Nilotische talen in het westen en Koesjitische talen in het noordoosten.

### Religie
In de volkstelling van 2019 was het christendom de grootste religie onder de Kenianen: 85,53% was christelijk, een lichte stijging vergeleken met 82,99% in de volkstelling 2009. De moslims vormden de op een na grootste religieuze gemeenschap met 10,91% van de bevolking. Daarnaast zijn er kleinere aantallen aanhangers van het animisme, het hindoeïsme en andere kleinere religies. Ongeveer 1,6% van de Kenianen had geen religieuze overtuiging in 2019.
|                    | Aantal     | Aantal     | Percentage (%) | Percentage (%) |
| 2009               | 2019       | 2009       | 2019           |                |
| Totaal             | 38.412.088 | 47.213.282 | 100,00         | 100,00         |
| ------------------ | ---------- | ---------- | -------------- | -------------- |
| Protestantisme     | 18.307.466 | 15.777.473 | 47,66          | 33,42          |
| Katholieke Kerk    | 9.010.684  | 9.726.169  | 23,46          | 20,60          |
| Overige christenen | 4.559.584  | 14.875.437 | 11,87          | 31,51          |
| Islam              | 4.304.798  | 5.152.194  | 11,21          | 10,91          |
| Hindoeïsme         | 53.393     | 60.287     | 0,14           | 0,13           |
| Animisme           | 635.352    | 318.727    | 1,65           | 0,68           |
| Andere religie     | 557.450    | 467.083    | 1,45           | 0,99           |
| Geen religie       | 922.128    | 755.750    | 2,40           | 1,60           |
| Onbekend           | 61.233     | 80.162     | 0,16           | 0,17           |

## Politiek en bestuur

### Overheid

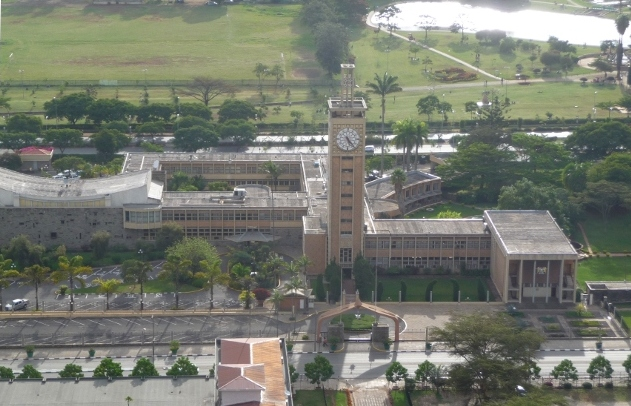
Het Keniaanse parlementsgebouw in Nairobi

Kenia is een presidentiële democratie. De president van Kenia is zowel het staatshoofd als de regeringsleider. De uitvoerende macht is in handen van de regering. De wetgevende macht wordt gedeeld door de regering, de Nationale Vergadering (349 leden) en de Senaat (67 leden). De rechtelijke macht is onafhankelijk van beide.
Recente verkiezingen in Kenia hebben te kampen gehad met beschuldigingen van verkiezingsfraude en electoraal geweld. De presidentsverkiezingen in 2007 liepen na zulke beschuldigingen uit op geweld dat aan honderden Kenianen het leven kostte. Zowel in 2013 als in 2017 gingen de presidentsverkiezingen tussen Uhuru Kenyatta en Raila Odinga. Beide keren kwam Kenyatta als winnaar uit de bus, maar zijn zege werd aangevochten door Odinga. In 2017 werd hij daarbij in het gelijk gesteld door het Keniaanse Hooggerechtshoofd. Een nieuwe verkiezingsronde volgde, waarbij Kenyatta (te midden van verkiezingsmoeheid en een boycot door de oppositie) wederom verkozen werd. Het stemgedrag wordt sterk beïnvloed door de etnische groep waartoe mensen behoren.
In augustus 2022 won William Ruto de presidentsverkiezingen. Hij kreeg 50,49% van de stemmen en zijn opponent Raila Odinga, die al vier keer eerder kandidaat was voor het ambt, bleef steken op 48,85% van de stemmen.

### Bestuurlijke indeling
Kenia is onderverdeeld in 47 counties (county/kaunti); een county kent als uitvoeringsorgaan de sub-county (sub-county/kaunti ndogo). Op lokaal niveau bestaan de localiteiten (locality/ntaa), steden (city); Nairobi en Mombassa zijn gewest en stad tegelijk, municipaliteiten (municipality) en towns (town).

## Economie

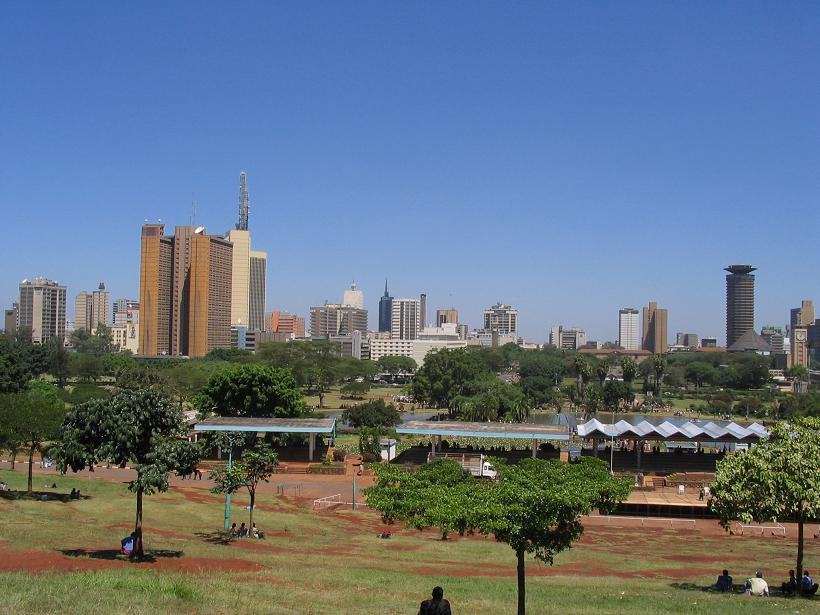
Zakencentrum Nairobi

Na jaren van economische krimp besloot de regering in 1993 tot liberalisering. Importheffingen en prijscontroles werden afgeschaft. Deze hervormingen werden gesteund door de Wereldbank, het Internationaal Monetair Fonds (IMF) en andere donoren, en leidde tot een groei van 4,5% over 1995 en 1996. Daarna zakte de groei weer in. In de periode van 2017 tot 2022 was de reële economische groei gemiddeld 4,3% per jaar.
Het land kampt wel met allerlei tekorten, op de begroting en de handelsbalans. Er wordt door de overheid structureel meer uitgegeven dan er inkomsten wordt vergaard. In de periode 2017 tot en met 2021 was het begrotingstekort zo'n 6,1% van het bruto binnenlands product per jaar. Door de tekorten is de overheidsschuld sterk opgelopen van 4000 miljard shilling in 2017 naar ruim 7000 miljard in 2021.
De belangrijkste exportproducten zijn thee, koffie en andere agrarische producten, daarnaast levert het toerisme naar nationale parken en wildreservaten geld op. In 2019 kwamen er twee miljoen toeristen naar Kenia, maar door de coronapandemie is dat aantal sterk gedaald. De import overtreft significant de export, vooral olie- en olieproducten, machinerieën, en motorvoertuigen worden in grote hoeveelheden aangeschaft. De export van goederen dekte maar zo'n 37% van de import in de periode 2017-2021. In dezelfde periode behaald Kenia op de dienstenbalans een klein overschot.

### Primaire sector
De meerderheid van de beroepsbevolking werkt in de landbouw, toch bedraagt deze sector maar een kwart van het bruto nationaal product. Kenia voorziet zichzelf grotendeels van voedsel, uitgezonderd graan, en kan voedsel uitvoeren naar het buitenland.
De belangrijkste landbouwproducten zijn: sisal, pyrethrum (grondstof voor een insectenbestrijdingsmiddel), tarwe, suiker, ananas en katoen. Buiten deze zijn er ook de vrij nieuwe sectoren zoals de bloemen- en groenteteelt. Er wordt tevens thee en koffie geteeld, maar dit is voornamelijk om uit te voeren.
Een nadeel voor deze sector is de steeds terugkomende lange periodes van droogtes, waardoor slechts 13% van het land het hele jaar door effectief gebruikt kan worden.

### Armoede
Volgens de index van de menselijke ontwikkeling van de Verenigde Naties staat Kenia op plaats 146 van de 185 landen. De verwachte levensduur bij geboorte is 62,1 jaar, voor vrouwen 64,7 jaar en mannen 59,6 jaar, en kinderen krijgen gemiddeld 7,7 jaar scholing. Volgens het Ontwikkelingsprogramma van de Verenigde Naties leeft 36% van de bevolking onder de nationale armoedegrens.

### Energie
In 2014 produceerde het land 20 miljoen ton olie-equivalent (Mtoe), geheel duurzame energie. (1 Mtoe = 11,63 TWh, miljard kilowattuur). Dat was niet genoeg voor de energievoorziening, het TPES (total primary energy supply): 24 Mtoe. Het land importeerde 5 Mtoe fossiele brandstof.
Van de energie ging ongeveer 9 Mtoe verloren bij conversie. Voor eindgebruikers resteerde 15 Mtoe waarvan 0,7 Mtoe = 8 TWh elektriciteit die voor 80% met waterkracht en geothermie opgewekt werd. De uitstoot van koolstofdioxide was 12 megaton, dat is 0,3 ton CO2per persoon, weinig vergeleken met het wereldgemiddelde 4,5 ton per persoon.

## Cultuur en literatuur
Er bestaat geen algemene Keniaanse cultuur, wel verschillende culturen, die verbonden zijn met de diverse stammen.
Ngũgĩ wa Thiong'o is een Keniaanse schrijver in de Kikuju-taal die wordt beschouwd als een waardige kandidaat voor de Nobelprijs voor literatuur. Hij is sociaal actief geweest en daarom gevangen gezet en in ballingschap. Ngugi begon met schrijven in het Engels, maar stapte later over naar Gikuju (taal). Andere hedendaagse schrijvers zijn Marjorie Oludhe Macgoye, Grace Ogot en Rebecca Njau.

## Musea
- Nairobi Museum in Nairobi
- Lamu Museum in Lamu (stad)
- Meru Museum in Meru (stad)
- Mnarani Ruinen in Kilifi
- Narok Museum in Narok

## Onderwijs

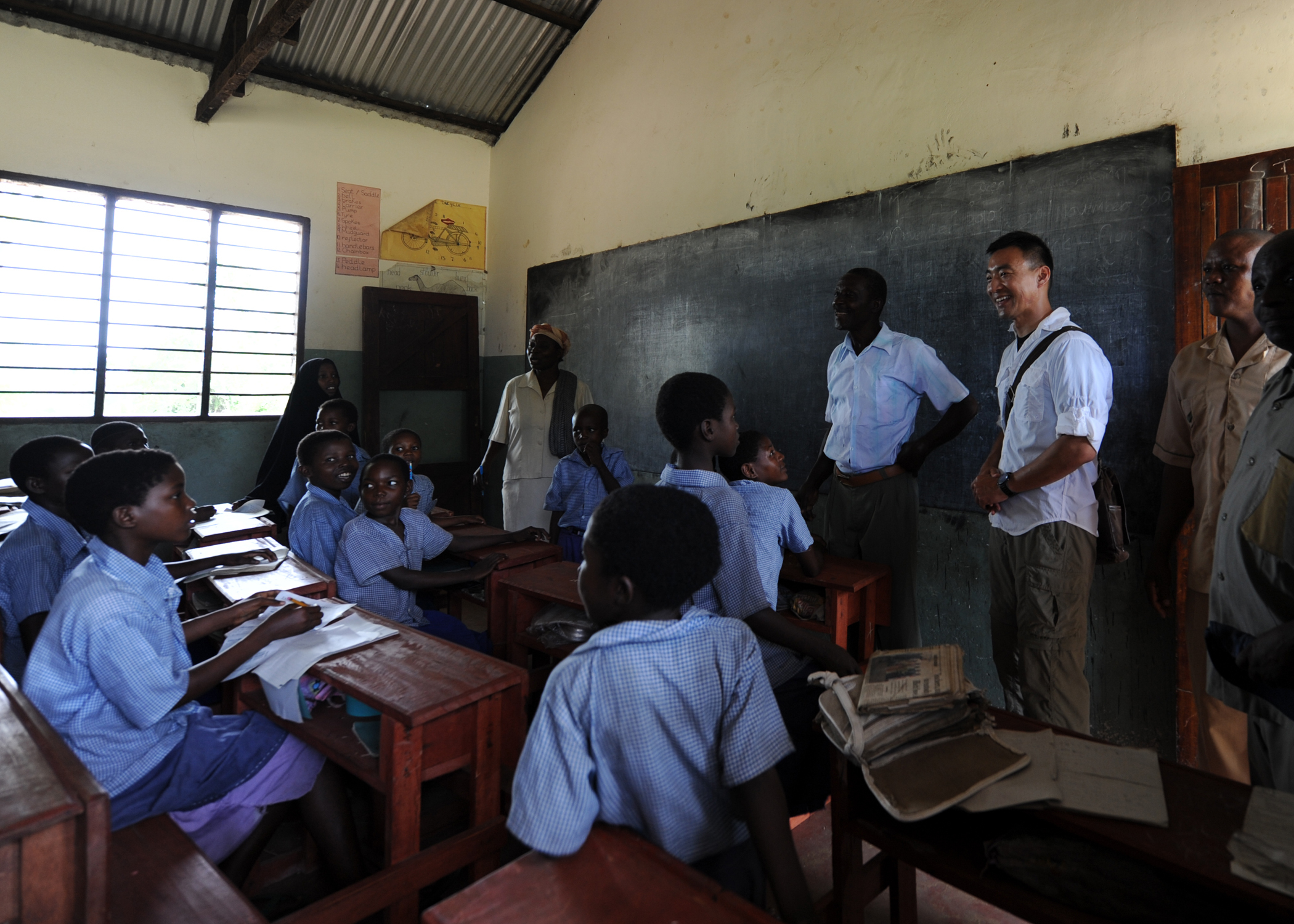
Schoolkinderen in een klaslokaal

Sinds de onafhankelijkheid van Kenia in 1963 is het onderwijssysteem enkele keren hervormd. Het huidige systeem stamt uit 1985 en werd geïntroduceerd door president Daniel arap Moi. Dit 8-4-4-systeem houdt in dat kinderen 8 jaar basisonderwijs ontvangen, waarna ze het Kenya Certificate of Primary Education (KCPE) krijgen. Vervolgens volgen ze vier jaar middelbare school, dat het Kenya Certificate of Secondary Education (KCSE) oplevert. Vervolgens kan er een vierjarige universitaire opleiding gevolgd worden. Enkele privéscholen houden echter nog steeds vast aan het systeem dat in het Verenigd Koninkrijk gebruikt wordt.
Van alle kinderen in Kenia volgt zo'n 85% het basisonderwijs. Van alle kinderen die de basisschool succesvol doorlopen, gaat 75% door in het voortgezet onderwijs. Van alle scholieren die hun KCSE behalen, studeert 60% (zo'n 38% van het totale aantal kinderen) verder, bijvoorbeeld op ambachtsscholen of publieke of particuliere universiteiten in het land. Zo'n 950.000 Kenianen hebben in het buitenland gestudeerd, overwegend in landen als India, het Verenigd Koninkrijk, Canada, de Verenigde Staten, Rusland en Oeganda.
Er zijn 48 universiteiten in Kenia. 22 daarvan zijn openbaar, en 26 zijn particulier. De oudste universiteit van het land is de Universiteit van Nairobi, sinds 1970.
De openbare universiteiten in Kenia zijn:
| - Universiteit van Nairobi, Nairobi (sinds 1970) - Moi University, Eldoret (1984) - Kenyatta University, Nairobi (1985) - Egerton University, Njoro (1988) - Universiteit van Maseno, Maseno (1991) - Jomo Kenyatta University of Agriculture and Technology, Nairobi (1994) - Masinde Muliro University of Science and Technology, Kakamega (2009) - Dedan Kimathi University of Technology, Nyeri (2012) - Universiteit van Chuka, Chuka (2012) - Technical University of Kenya, Nairobi (2013) - Technical University of Mombasa, Mombassa (2013) | - Pwani University, Kilifi (2013) - Universiteit van Kisii, Kisii (2013) - Universiteit van Eldoret, Eldoret (2013) - Maasai Mara University, Narok (2013) - Jaramogi Oginga Odinga University of Science and Technology, Kisumu (2013) - Universiteit van Laikipia, Laikipia (2013) - Universiteit van Zuidoost-Kenia, Kitui (2013) - Multimedia University of Kenya, Nairobi (2013) - Kabianga University, Kericho (2013) - Universiteit van Karatina, Karatina (2013) - Meru University of Science and Technology, Meru (2013) |